# آتسوشی یونزاوا
آتسوشی یونزاوا (انگلیسی: Atsushi Yonezawa؛ زادهٔ ۳ اوت ۱۹۸۹) بازیکن فوتبال اهل ژاپن است.
از باشگاه‌هایی که در آن بازی کرده‌است می‌توان به باشگاه فوتبال آیزول اشاره کرد.